# NGC 3561
NGC 3561 (również PGC 33991 lub UGC 6224) – galaktyka soczewkowata (S0/a?), znajdująca się w gwiazdozbiorze Wielkiej Niedźwiedzicy. Została odkryta 30 marca 1827 roku przez Johna Herschela. Jest to galaktyka z aktywnym jądrem.
Galaktyka ta jest w trakcie kolizji z galaktyką spiralną PGC 33992 (zwaną też NGC 3561A lub NGC 3561B). Ta para zderzających się galaktyk nosi oznaczenie Arp 105 w Atlasie Osobliwych Galaktyk Haltona Arpa, ze względu na wygląd bywa też nazywana „Gitarą”. Galaktyki te należą do gromady Abell 1185 i są położone w odległości około 391 milionów lat świetlnych od Ziemi.